# Priacanthus meeki
Priacanthus meeki är en fiskart som beskrevs av Jenkins, 1903. Priacanthus meeki ingår i släktet Priacanthus och familjen Priacanthidae. Inga underarter finns listade i Catalogue of Life.